# Peter Zizzo
Peter Eric Zizzo, né le 22 février 1966 à New York, est un producteur de musique, musicien et compositeur américain.
Zizzo a travaillé avec des artistes tels que Céline Dion, Jennifer Lopez, Marit Larsen (M2M), Jason Mraz, Donna Summer, Diana Ross, Cliff Richard, Clay Aiken, Howie Day, Kate Voegele, Jillette Johnson, Avril Lavigne, Pixie Lott ou encore Vanessa Carlton.